# HSV Schneidemühl
Der HSV Schneidemühl war ein kurzlebiger Sportverein im Deutschen Reich mit Sitz im heutzutage polnischen Piła.

## Geschichte
Zur Saison 1944/45 wurden alle Vereine die noch am Spielbetrieb teilnehmen konnten in die Gauliga Pommern eingeteilt und dort in sogenannte Sportkreisgruppen eingegliedert. Die Gruppe Schneidemühl des Abschnitt Ost wurde dem HSV zugeteilt. Noch vor dem Ende der Saison wurde der Spielbetrieb wieder abgebrochen. Ergebnisse aus dieser Saison sind nicht mehr überliefert. Spätestens am Ende des Zweiten Weltkriegs wurde der Verein dann auch aufgelöst.